# クスンダ語
クスンダ語（クスンダご、英語: Kusunda）はネパール中西部でわずかな話者によって話されている孤立した言語。最近になって詳細が明らかになってきた。2014年現在、話者数は3人である。
かつてはチベット・ビルマ語派に属すと考えられていたが、2005年にデイヴィッド・E・ウォッターズよって孤立した言語であると発表された。インド・ヨーロッパ語族やチベット・ビルマ語族がこの地に分布する前の古い言語と考えられている。
クスンダの子供はすでにクスンダ語を話さなくなり、ほぼ絶滅状態となっている。ブルシャスキー語との関係が研究されたりしているが、最近ではポール・ホワイトハウス(Paul Whitehouse)やメリット・ルーレンらがパプア諸語やタスマニア語などとともに、インド・太平洋大語族に分類する見解を出している。